# (449) Hamburga
(449) Hamburga ist ein Asteroid des Hauptgürtels, der am 31. Oktober 1899 von den deutschen Astronomen Max Wolf und Arnold Schwassmann in Heidelberg entdeckt wurde.
Benannt ist der Asteroid nach der deutschen Hafenstadt Hamburg.